# کریستیان یروی
کریستیان یروی (به استونیایی: Kristjan Järvi)‏ (تلفظ استونیایی: [ˈkristjɑn ˈjærʋi]) (زادهٔ ۱۳ ژوئن ۱۹۷۲، تالین) رهبر ارکستر و نوازندهٔ پیانو استونیایی‌الاصلِ اهل ایالات متحدهٔ آمریکا است.
کریستیان یروی پسرِ کوچک‌ترِ نیمه یروی (رهبر ارکستر، زادهٔ ۱۹۳۷) است. برادرش پاوو یروی (زادهٔ ۱۹۶۲) رهبر ارکستر، و خواهرش ماریکا یروی (زادهٔ ۱۹۶۴) نوازندهٔ فلوت است.

## یادداشت

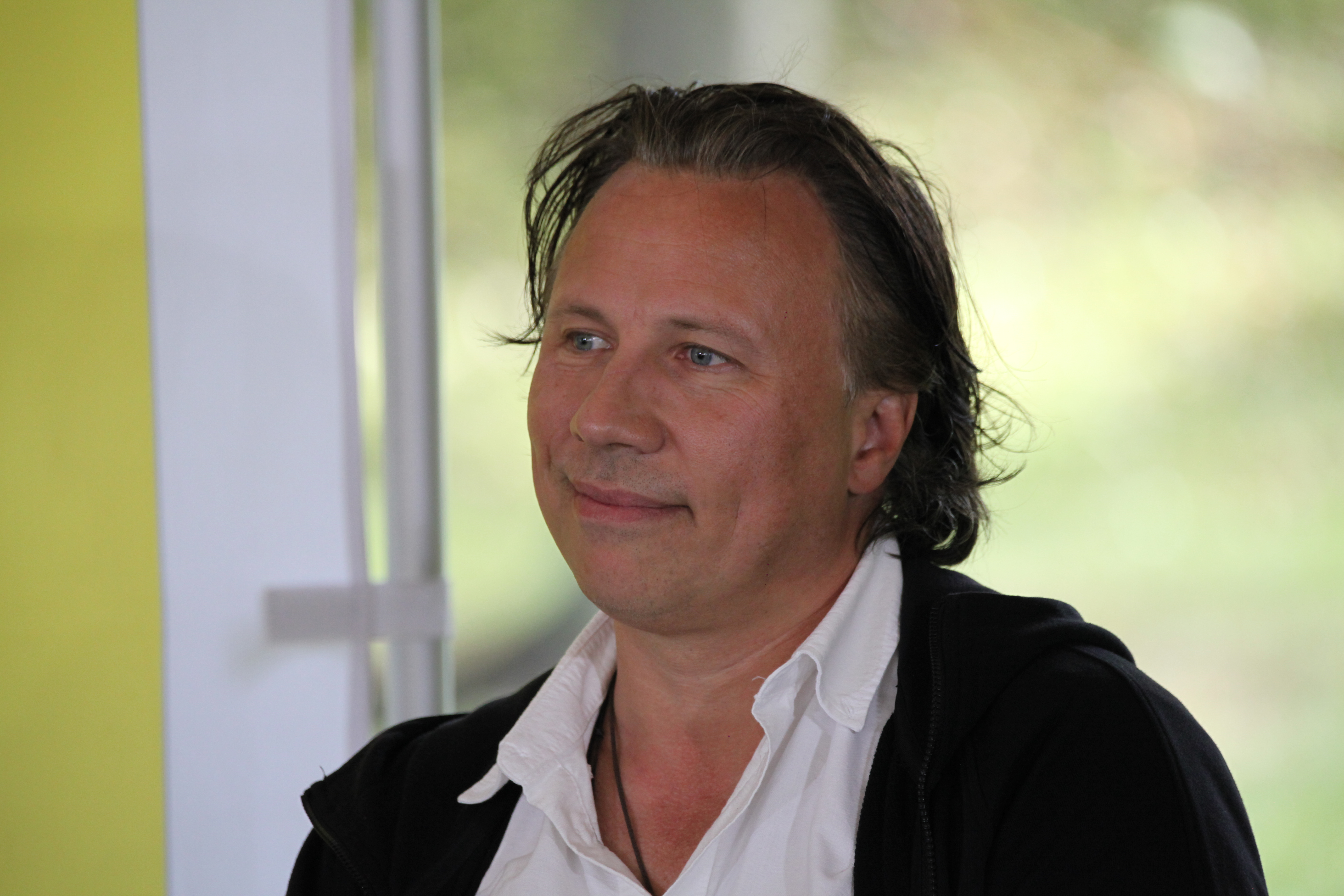
یروی در ۲۰۲۱

1. ↑  املای دیگر (آمریکایی): Kristian Järvi
2. ↑  Maarika Järvi